# مساعد وزير الصحة (الولايات المتحدة)
يعمل مساعد وزير الصحة في الولايات المتحدة الأمريكية كمستشار رئيسي لوزير الصحة والخدمات الإنسانية في الولايات المتحدة في المسائل المتعلقة بالصحة العامة، وهو يعتبر اعلى ضابط يرتدي الزي الرسمي في فيلق الخدمة العامة في البلاد. يشرف المساعد على جميع المسائل المتعلقة بدائرة الصحة العامة المريكية بالإضافة إلى توفير التوجيه الاستراتيجي والسياسي للفيلق المكلف. تضم دائرة الصحة العامة تقريبا جميع اقسام الوكالات التابعة لوزارة الصحة و الخدمات الانسانية. هناك من خدمات رسمية تضم أكثر من ستة الاف وسبعمائة من المهنيين الصحيين الذين يخدمون في وزارة الصحة والوكالات الاتحادية الأخرى. يمكن للمساعد ان يكون اما مدنيا أو عسكريا في  نطاق الخدمة (ضابط نظامي) ويتم ترشيحه من قبل الرئيس كما يجب ان يصادق مجلس الشيوخ على المرشح. ويخدم المساعد فترة مدتها اربع سنوات. إذا كان المعين ضابطا في الخدمة فانه يعين أيضا ادميرال من فئة الاربع نجوم في الفيلق.
كما ذكر سابقا يجوز للرئيس ان يرشح مدنيا ليعين وهنا يعين مباشرة في السلك العسكري إذا ما اختير. لذا منصب المساعد هو المنصب الوحيد الذي يستحق فئة الاربع نجوم في السلك العسكري. يعرف مكتب المساعد وموظفوه باسم مكتب مساعد وزير الصحة. حاليا يشغل هذا المنصب الادميرال بريت جيرو.

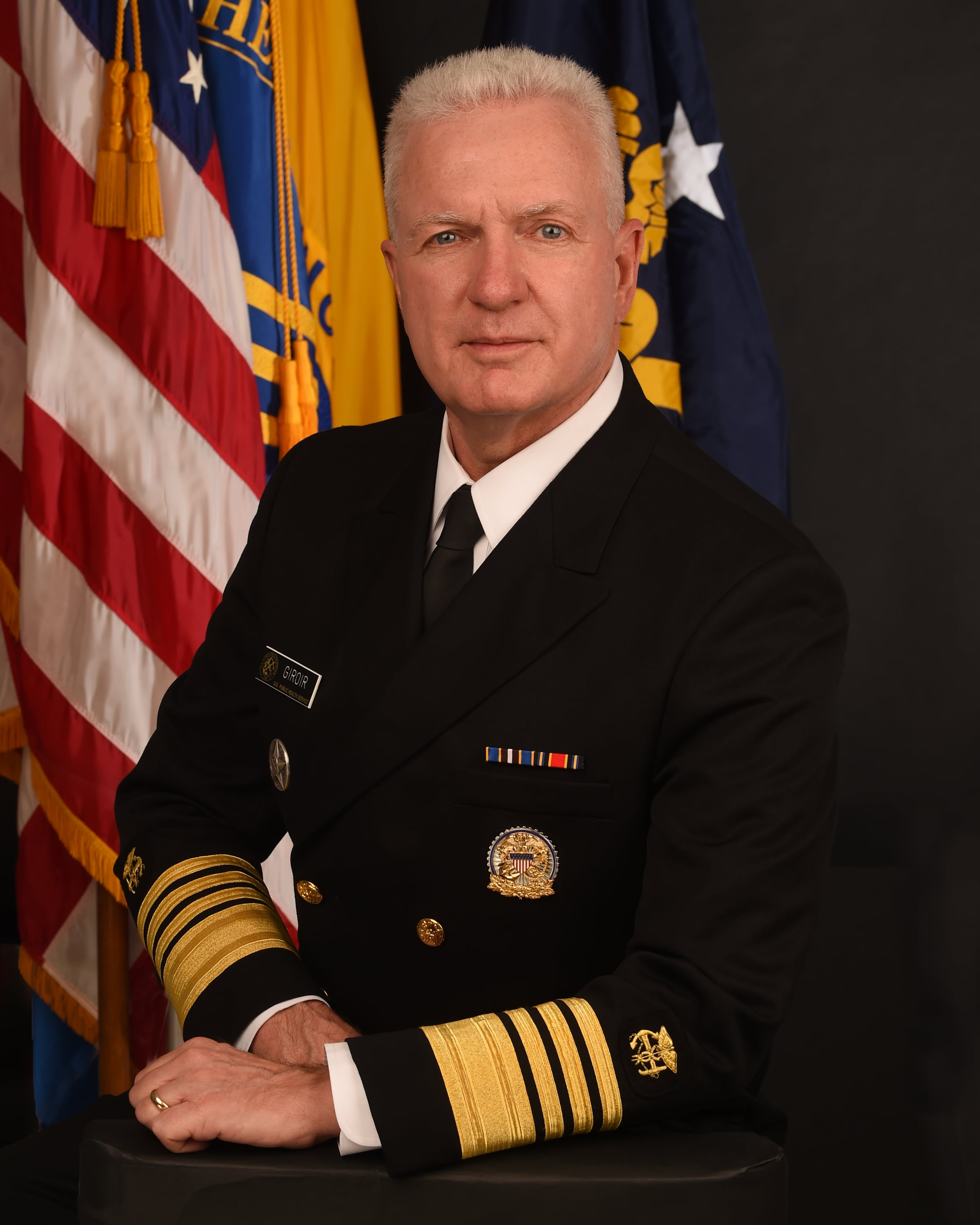
الأدميرال بريت ب.جيرو 15-فبراير-2015

## التاريخ
تم إنشاء مكتب مساعد الوزير للشؤون الصحية والعلمية في 1 يناير 1967 بعد خطة إعادة التنظيم رقم 3 لعام 1966. وسمحت الخطة لوزير الصحة والتعليم والرعاية بإعادة هيكلة خدمة الصحة العامة لخدمة الجمهور بشكل أفضل. أعيدت تسمية المكتب إلى مكتب مساعد وزير الصحة بعد قانون تنظيم وزارة التعليم في عام 1972 .

## مكتب مساعد وزير الصحة
في عام 2018 أصبح يشرف مكتب مساعد وزير الصحة على 12 مكتبًا رئيسيًا للصحة العامة، و10 مكاتب صحية إقليمية، و10 لجان استشارية رئاسية وسكرتارية.  قبل عام 2010، كان المكتب يعرف باسم مكتب الصحة العامة والعلوم.

## قائمة مساعدين الصحة السابقين
| #      | الاسم                | مدة العمل تاريخ البدء - تاريخ الإنتهاء      | عينه           |
| ------ | -------------------- | ------------------------------------------- | -------------- |
| 1      | فيليب                | 2/11/1995 - 1969                            | ليندون جونسون  |
| 2      | روجر إيجبرغ          | 14/7/1969 - 1971                            | ريتشارد نيكسون |
| 3      | مارلين ديڤال         | 1/7/1971 - 20/1/1973                        | ريتشارد نيكسون |
| 4      | تشارلز إدواردز       | 18/4/1973 - 5/1/1975                        | ريتشارد نيكسون |
| 5      | دكتور ثيورد كوبر     | 1/7/1975 - 1977                             | جيرالد فورد    |
| 6      | يوليوس ريتشموند      | 1977 - 1981                                 | جيمي كارتر     |
| 7      | إدوارد براندت جونيور | 14/5/1981 - 1984                            | رونالد ريغان   |
| 8      | روبرت ويندوم         | 1986 - 1986                                 | رونالد ريغان   |
| 9      | جيمس ماسون           | 1983 - 1993                                 | جورج بوش       |
| 10     | فيليب                | 2/7/1973 - 1998                             | بيل كلينتون    |
| 11     | ديڤيد ساتشر          | 12/2/1998 - شهر 1 / 2001                    | بيل كلينتون    |
| 12     | إيڤ سلاتر            | 8/2/2002 - 5/2/2003                         | جورج بوش       |
| (نائب) | كرستينار فيتو        | 5/2/2003 - 17/12/2005                       | جورج بوش       |
| 13     | جون أجنوبي           | 17/12/2005 - 4/9/2007                       | جورج بوش       |
| 14     | جوليكس               | 28/3/2008 - 20/1/2009                       | جورج بوش       |
| (نائب) | ستيڤين غالسون        | 22/1/2009 - 22/6/2009                       | باراك اوباما   |
| 15     | هواد كوه             | 22/6/2009 - شهر 8 / 2014                    | باراك اوباما   |
| (نائب) | كارين ديسالڤو        | شهر 10 /2014 - شهر 1/ 2017                  | باراك اوباما   |
| (نائب) | دون رايت             | 4/1/2017 - 15/2/2018                        | دونالد ترامب   |
| 16     | بريت ب. جيرو         | 15/2/2018 - ما يزال على رأس عمله حتى اللحظة | دونالد ترامب   |

### روابط خارجية
Office of the Assistant Secretary for Health (ASH)